# سيرغي موشنيكوف
سيرغي موشنيكوف (إستونية: Sergei Mošnikov؛ مواليد 7 يناير 1988 في بارنو، إستونيا) هو لاعب كرة قدم إستوني يلعب مع إينفونيت في دوري إستونيا الممتاز. مثّل منتخب إستونيا لكرة القدم. بدأ سيرغي موشنيكوف مسيرته الرياضية عام 2005 مع نادي فابروس بارنو.

## الجوائز والإنجازات

### الإنجازات الفردية
| الإنجاز                             | مرات الفوز | الأعوام أو المواسم |
| ----------------------------------- | ---------- | ------------------ |
| لاعب الموسم في دوري إستونيا الممتاز | 1          | 2011               |

## روابط خارجية
- سيرغي موشنيكوف على موقع الاتحاد الدولي (مؤرشف)  (الإنجليزية)
- سيرغي موشنيكوف على موقع الاتحاد الأوربي (الإنجليزية)
- سيرغي موشنيكوف على موقع اتحاد إستونيا (الإنجليزية)
- سيرغي موشنيكوف على موقع قاعدة بيانات كرة القدم.إي يو (الإنجليزية)
- سيرغي موشنيكوف على موقع ناشيونال فوتبول تيمز (الإنجليزية)
- سيرغي موشنيكوف على موقع Soccerway.com (الإنجليزية)
- سيرغي موشنيكوف على موقع عالم كرة القدم.نت (الإنجليزية)